# Чамикуро (этнос)
Чамикуро — этнос в перуанской Амазонии, живущий на берегах реки Уальяги в районе Лагунас провинции Альто-Амасонас (Лорето). Сами чамикуро называют себя арауака (исп. Arahuaca) и говорят на языке чамикуро, который относится к аравакским языкам.

## История
Когда первые экспедиции европейцев проникли в Амазонию, они столкнулись с чамикуро у истока реки Самирия. В 1698 году после эпидемии оспы выжило всего лишь 500 чамикуро. По этой причине их переселили в Сантьяго-де-ла-Лагуна на реке Уальяга. Во время каучуковой лихорадки некоторых чамикуро использовали в качестве рабочей силы вплоть до реки Явари, границы с Бразилией, а также до реки Напо. К 1920 году значительное количество семей чамикуро переселилось в Икитос, забыв свой язык.
В настоящее время существует община в Пампа Эрмоса, на территории бывшего поместья, где они когда-то работали на её хозяина. В этом районе они проживали бок о бок со своими соседями кокама-кокамилья.